# Henry Brandon, I conte di Lincoln
Henry Brandon, I conte di Lincoln (Londra, 11 marzo 1523 – Southwark, 8 marzo 1534), fu il secondogenito di Charles Brandon, I duca di Suffolk e della principessa Maria Tudor, figlia di Enrico VII d'Inghilterra. Nel 1516 avevano avuto un altro maschio, anch'egli a nome Henry, morto nel 1522.

## Biografia
Nacque a Londra, circa sette anni e un mese dopo la sua prima cugina Maria I d'Inghilterra.
Venne nominato conte di Lincoln dallo zio Enrico VIII d'Inghilterra il 18 giugno 1525.
Suo padre in seguito programmò per lui un matrimonio con la quattordicenne Catherine Willoughby, figlia di María de Salinas, una dama della regina Caterina d'Aragona venuta dalla Spagna al tempo del suo matrimonio. Tuttavia, rimasto vedovo, a sposare la giovinetta fu Charles stesso, dalla quale ebbe altri due figli.
Henry, per tutta la vita, ebbe la possibilità di divenire re d'Inghilterra, a causa dell'assenza di figli legittimi maschi di suo zio Enrico VIII. Alla sua morte la possibilità passò alle sorelle Frances ed Eleanor e alla loro discendenza.

## Ascendenza
|                                    |               |                          | Genitori                                |  |  | Nonni |  |  | Bisnonni        |  |  | Trisnonni      |  |
|                                    |               |                          |                                         |  |  |       |  |  | William Brandon |  |  | Robert Brandon |  |
|                                    |               |                          |                                         |  |  |       |  |  | William Brandon |  |  | Robert Brandon |  |
|                                    |               | Ada Calthorpe            |                                         |  |  |       |  |  | William Brandon |  |  |                |  |
| sir William Brandon                |               |                          |                                         |  |  |       |  |  | William Brandon |  |  |                |  |
|                                    |               | Elizabeth Wingfield      | Robert Wingfield                        |  |  |       |  |  |                 |  |  |                |  |
|                                    |               | Elizabeth Wingfield      | Robert Wingfield                        |  |  |       |  |  |                 |  |  |                |  |
|                                    |               | Elizabeth Wingfield      | Elizabeth Goushill                      |  |  |       |  |  |                 |  |  |                |  |
| Charles Brandon, I duca di Suffolk |               | Elizabeth Wingfield      |                                         |  |  |       |  |  |                 |  |  |                |  |
|                                    |               | Henry Bruyn              | Maurice Bruyn                           |  |  |       |  |  |                 |  |  |                |  |
|                                    |               | Henry Bruyn              | Maurice Bruyn                           |  |  |       |  |  |                 |  |  |                |  |
|                                    |               | Henry Bruyn              | Elizabeth Retford                       |  |  |       |  |  |                 |  |  |                |  |
| Elizabeth Bruyn                    |               | Henry Bruyn              |                                         |  |  |       |  |  |                 |  |  |                |  |
|                                    |               | Elizabeth Darcy          | Robert Darcy                            |  |  |       |  |  |                 |  |  |                |  |
|                                    |               | Elizabeth Darcy          | Robert Darcy                            |  |  |       |  |  |                 |  |  |                |  |
|                                    |               | Elizabeth Darcy          | Alice FitzLangley                       |  |  |       |  |  |                 |  |  |                |  |
| Henry Brandon, I conte di Lincoln  |               | Elizabeth Darcy          |                                         |  |  |       |  |  |                 |  |  |                |  |
|                                    | Edmondo Tudor | Owen Tudor               |                                         |  |  |       |  |  |                 |  |  |                |  |
|                                    | Edmondo Tudor | Owen Tudor               |                                         |  |  |       |  |  |                 |  |  |                |  |
|                                    | Edmondo Tudor | Caterina di Valois       |                                         |  |  |       |  |  |                 |  |  |                |  |
| Enrico VII d'Inghilterra           | Edmondo Tudor |                          |                                         |  |  |       |  |  |                 |  |  |                |  |
|                                    |               | lady Margaret Beaufort   | John Beaufort, I duca di Somerset       |  |  |       |  |  |                 |  |  |                |  |
|                                    |               | lady Margaret Beaufort   | John Beaufort, I duca di Somerset       |  |  |       |  |  |                 |  |  |                |  |
|                                    |               | lady Margaret Beaufort   | Margaret Beauchamp di Bletso            |  |  |       |  |  |                 |  |  |                |  |
| Maria Tudor                        |               | lady Margaret Beaufort   |                                         |  |  |       |  |  |                 |  |  |                |  |
|                                    |               | Edoardo IV d'Inghilterra | Riccardo Plantageneto, III duca di York |  |  |       |  |  |                 |  |  |                |  |
|                                    |               | Edoardo IV d'Inghilterra | Riccardo Plantageneto, III duca di York |  |  |       |  |  |                 |  |  |                |  |
|                                    |               | Edoardo IV d'Inghilterra | Cecily Neville                          |  |  |       |  |  |                 |  |  |                |  |
| Elisabetta di York                 |               | Edoardo IV d'Inghilterra |                                         |  |  |       |  |  |                 |  |  |                |  |
|                                    |               | Elisabetta Woodville     | Richard Woodville                       |  |  |       |  |  |                 |  |  |                |  |
|                                    |               | Elisabetta Woodville     | Richard Woodville                       |  |  |       |  |  |                 |  |  |                |  |
|                                    |               | Elisabetta Woodville     | Giacometta di Lussemburgo               |  |  |       |  |  |                 |  |  |                |  |
|                                    |               | Elisabetta Woodville     |                                         |  |  |       |  |  |                 |  |  |                |  |